# Degamaea tenuis
Degamaea tenuis är en urinsektsart som först beskrevs av James P. Folsom 1937.  Degamaea tenuis ingår i släktet Degamaea och familjen Isotomidae. Inga underarter finns listade i Catalogue of Life.